# Харрисон, Лоуренс (академик)

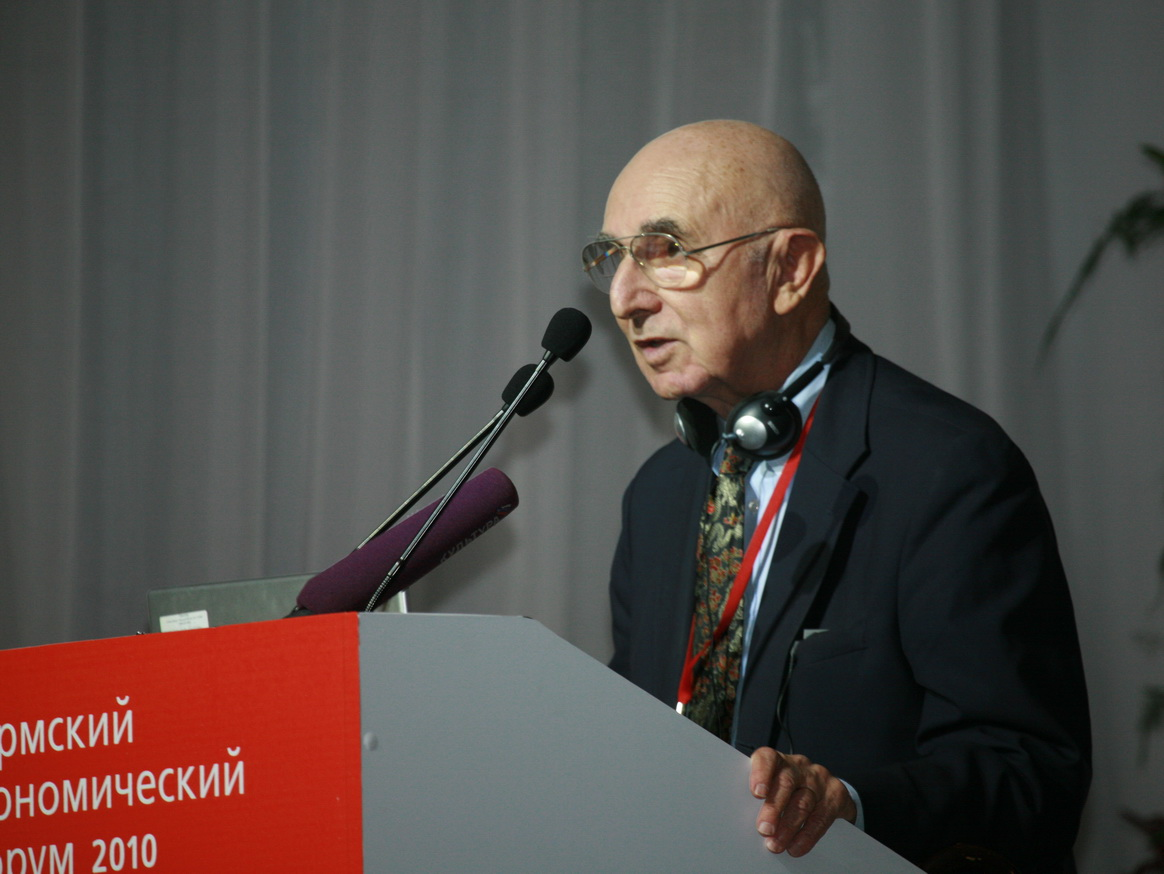
Лоуренс Харрисон на Пермском экономическом форуме, 2010 год

Лоуренс Э. Харрисон (англ. Lawrence E. Harrison; 11 марта 1932 — 9 декабря 2015, Александруполис) — американский учёный, наиболее известен работами области международного развития, глава миссии Агентства США по международному развитию в странах Латинской Америки. В прошлом — директор Института культурных изменений в Школе Флетчера Университета Тафтса. Автор ряда книг и статей, наиболее известная из которых, совместная работа с Сэмюэлем Хантингтоном, «Culture Matters».
Считается одним из самых влиятельных людей в Агентстве США по международному развитию.
Умер 9 декабря 2015 года в университетской больнице Александруполиса, Греция.

## Взгляды
Основной тезис Харрисона состоит в том, что культура является доминирующим фактором, влияющим на прогресс и развитие групп населения и наций. В то время как экономические, исторические и географические факторы имеют значение, Харрисон предполагает, что в конечном итоге культурные ценности определяют, достигнет ли данная группа экономического процветания в свободном обществе. Религиозные верования и другие системы ценностей сильно влияют на развитие конкретной нации, что, по его мнению, объясняет длительную отсталость таких наций, как Гаити.
Его взгляды вызвали серьёзную полемику с профессором Ноамом Хомски.

## Избранная библиография
- Евреи, конфуцианцы и протестанты : культурный капитал и конец мультикультурализма = Jews, Confucians, and Protestants: Cultural Capital, and the End of Multiculturalism (2012) / [Пер. с англ.: Ю. Кузнецова]. — М. : Мысль, 2014. — 285 с. : ил., табл. — (Фонд Либеральная миссия) — ISBN 978-5-244-01173-9
- Главная истина либерализма : как политика может изменить культуру и спасти ее от самой себя = The Central Liberal Truth: How Politics Can Change a Culture and Save It from Itself (2006) / [Пер. с англ.: Б. Пинскер]. — М. : Новое изд-во : Фонд Либеральная миссия, 2008. — 279, [1] с. : ил. — (Библиотека Фонда Либеральная миссия) — ISBN 978-5-98379-110-7
- Развитие культур: очерки культурных изменений (соредактор с Джеромом Каганом) (2006)
- Культура имеет значение : Каким образом ценности способствуют общественному прогрессу = Culture Matters — How Values Shape Human Progress (2000) / Под ред. Л. Харрисона и С. Хантингтона. [Пер. с англ. А. Захарова]. — М.: Московская школа политических исследований, 2002. — 315 с. : ил. — (Библиотека Московской школы политических исследований) — ISBN 5-93895-037-6
- Панамериканская мечта (1997)
- Кто процветает? Как культурные ценности формируют экономический и политический успех (1992)
- Неразвитость — это состояние души — пример Латинской Америки (1985)